# Bord, Mureș

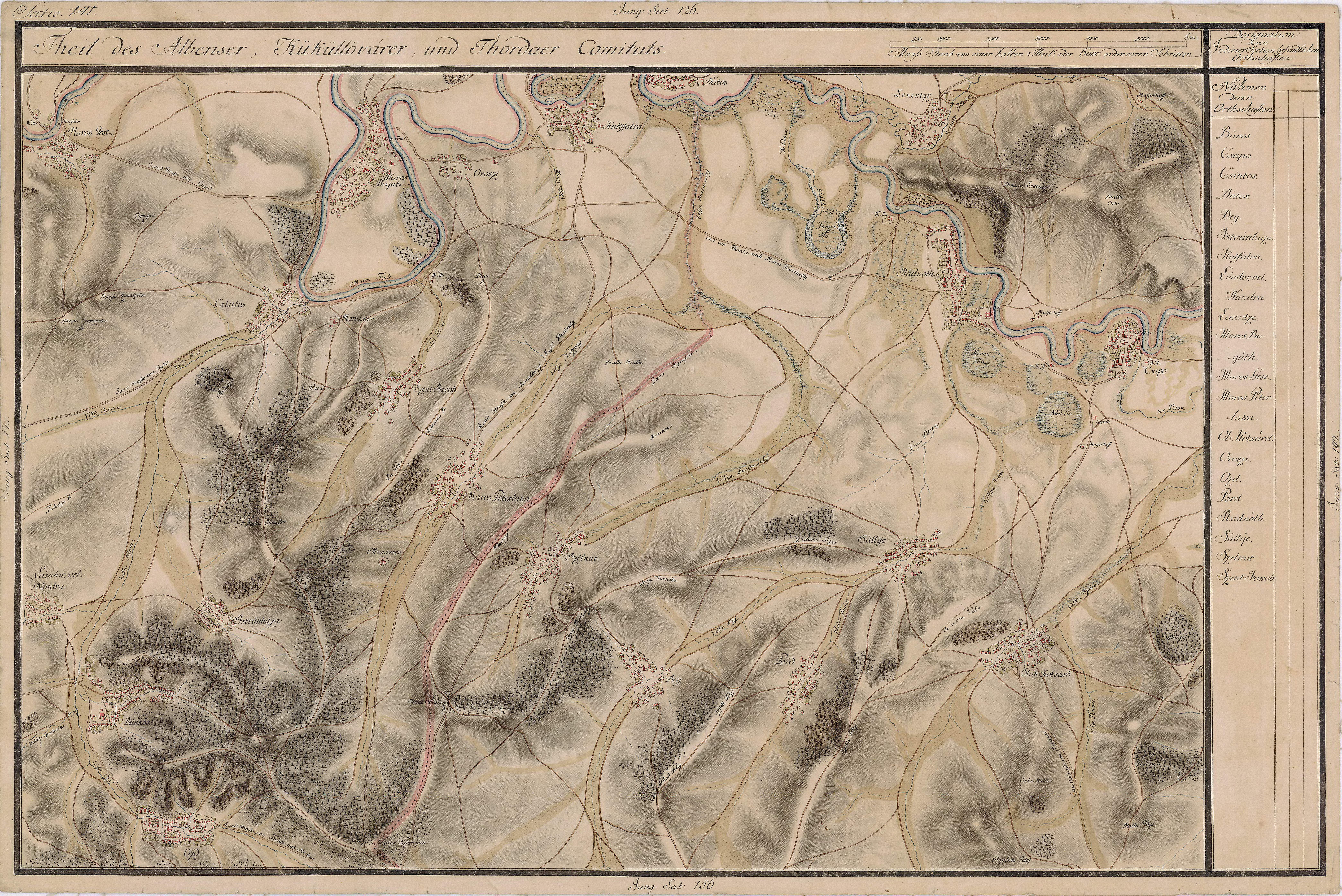
Bord în Harta Iosefină a Transilvaniei, 1769-1773

Bord este un sat în comuna Cucerdea din județul Mureș, Transilvania, România.

## Istoric
Prima atestare documentară a satului este din 1348.

## Populație
Conform Recensământului din anul 2022 populația localității era de 112 locuitori. 
1. ↑  Coriolan Suciu (1968). „Dicționar istoric al localităților din Transilvania (literele A-N)” (PDF). Accesat în 14 martie 2024.